# Sepp Ritter
Franz Josef „Sepp“ Ritter (* 29. Januar 1912 in Mauren; † 19. Januar 1989 in Schaan) war ein liechtensteinischer Tierarzt und führendes Mitglied der Volksdeutschen Bewegung in Liechtenstein (VDBL).

## Leben

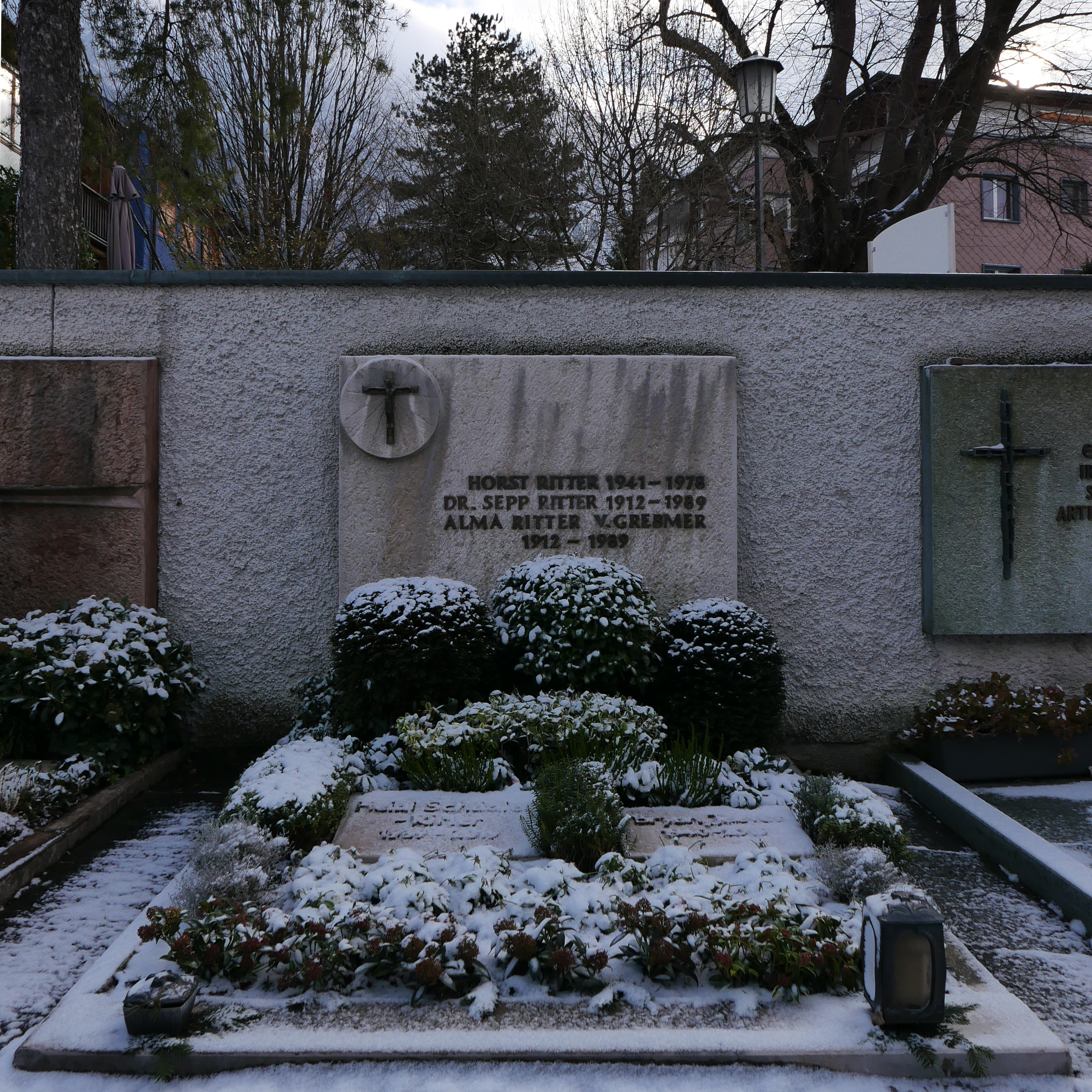
Das Familiengrab im Januar 2024

Ritter war Bürger der Gemeinde Mauren. Er studierte Tiermedizin in Wien. Nach seiner Promotion zum Dr. med. vet. eröffnete er 1937 eine Tierarztpraxis in Schaan.
Ritter war ein aktives Mitglied der Volksdeutschen Bewegung in Liechtenstein, nach eigener Angabe seit 1940. 1941/1942 löste er Martin Hilti als Leiter der Sportabteilung der VDBL ab. Von März 1943 bis Mai 1945 war er Landesleiter der VDBL. Des Weiteren war er, nach eigenen Angaben sporadisch, Mitarbeiter bei Der Umbruch, dem Kampfblatt der VDBL.
Ritter war ab 1938 mit Alma von Grebmer verheiratet. Die beiden hatten fünf gemeinsame Kinder. Ritter fand seine letzte Ruhestätte auf dem Friedhof von Schaan in einem Grab, in dem bereits Horst Ritter (1940–1978) bestattet worden war. Ritters Ehefrau, die wie er 1912 geboren wurde, starb im gleichen Jahr wie er selbst und wurde im gleichen Grab beigesetzt. Dort wurden später zudem Heidi Schädler-Ritter (1939–2019) und Bryan Jeeves CMG OBE (1940–2015) bestattet.